# Discobola australis
Discobola australis är en tvåvingeart som först beskrevs av Frederick Askew Skuse 1890.  Discobola australis ingår i släktet Discobola och familjen småharkrankar. Inga underarter finns listade i Catalogue of Life.